# Єльна (Підкарпатське воєводство)
Є́льна (пол. Jelna) — село в Польщі, у гміні Нова Сажина Лежайського повіту Підкарпатського воєводства (українська етнічна територія Надсяння). Населення — 2035 осіб (2011).

## Історія
В 1831 р. у селі налічувався 70 греко-католиків парафії Лежайськ Канчуцького деканату Перемишльської єпархії.
У 1880 р. село належало до Нисківського повіту, у селі проживав 1059 мешканців, з них 972 римо-католики, 87 греко-католиків.
У 1936 році в Єльні проживало 24 українці-грекокатолики, які належали до парафії Лежайськ Лежайського деканату Перемишльської єпархії. Село було адміністративним центром ґміни Єльна Ланьцутського повіту Львівського воєводства.

## Демографія
Демографічна структура станом на 31 березня 2011 року:
|          | Загалом | Допрацездатний вік | Працездатний вік | Постпрацездатний вік |
| -------- | ------- | ------------------ | ---------------- | -------------------- |
| Чоловіки | 1017    | 264                | 641              | 112                  |
| Жінки    | 1018    | 226                | 557              | 235                  |
| Разом    | 2035    | 490                | 1198             | 347                  |